# Сергиенко, Ольга Александровна
Сергиенко Ольга Александровна — (11 сентября 1971 года, Жанатас, Джамбульская область, Казахская ССР) — мастер спорта международного класса России по пауэрлифтингу, мастер спорта международного класса России по лёгкой атлетике среди спортсменов с поражением опорно-двигательного аппарата. 9-кратная чемпионка России, чемпионка и призёр Европы, чемпионка мира по паурлифтингу, участница летних Паралимпийских игр в Сиднее, Афинах и Пекине; двукратная чемпионка России по лёгкой атлетике, призёр Чемпионата мира по лёгкой атлетике, чемпионка VI Всемирных игр Международной спортивной ассоциации колясочников и ампутантов (I WAS) по лёгкой атлетике в 2011 году.

## Спортивная карьера
1999 год:
- Чемпионат России по пауэрлифтингу (Великий Новгород, 1 место)
- Чемпионат мира (версия IPC, 1 место)
- Чемпионат Европы по пауэрлифтингу (Будапешт, 2 место)

2000 год:
- Чемпионат России по пауэрлифтингу (Пермь, 1 место)

2001 год:
- Чемпионат России по пауэрлифтингу (Калининград, 1 место)
- Чемпионат Европы по пауэрлифтингу (Будапешт, 1 место)

2002 год:
- Чемпионат России по пауэрлифтингу (Нижний Новгород, 1 место)

2003 год:
- Чемпионат Европы по пауэрлифтингу (Пьештяны, 1 место)
- Чемпионат России по пауэрлифтингу (Пермь, 2 место)

2004 год:
- Чемпионат России по пауэрлифтингу (Рыбинск, 1 место)

2005 год:
- Чемпионат России по пауэрлифтингу по пауэрлифтингу (Красноярск, 1 место)
- Чемпионат Европы по пауэрлифтингу (Португалия, 2 место)

2006 год:
- Чемпионат России по пауэрлифтингу (Суздаль, 1 место)

2007 год:
- Чемпионат России по лёгкой атлетике (Омск, 1 место)
- Чемпионат Европы по лёгкой атлетике (Ковала, Греция, 3 место)

2008 год:
- Чемпионат России по лёгкой атлетике, метание диска (Саратов, 1 место)
- Чемпионат России по лёгкой атлетике, метание копья (Саратов, 1 место)
- Чемпионат России по лёгкой атлетике, толкание ядра (Саратов, 1 место)

2009 год:
- Чемпионат России по лёгкой атлетике, метание диска (Чебоксары, 1 место)
- Чемпионат России по лёгкой атлетике, толкание ядра (Чебоксары, 1 место)
- Чемпионат России по лёгкой атлетике, метание копья (Чебоксары, 1 место)
- Чемпионат мира по лёгкой атлетике, метание копья (Индия, 2 место)
- Чемпионат мира по лёгкой атлетике, толкание ядра (Индия, 3 место)

2011 год:
- Чемпионат мира по лёгкой атлетике, метание копья (Шарж, ОАЭ, 1 место)
- Чемпионат мира по лёгкой атлетике, толкание ядра (Шарж, ОАЭ, 2 место)

## Образование и работа
1997—2003 гг. — УрГППУ, специальность «экономист, преподаватель экономической теории». До 2021 года работала в должности начальника отдела по развитию адаптивного спорта бюджетного учреждения Ханты-Мансийского автономного округа - Югры "Центр адаптивного спорта" в Югорске.